# Adakiet
Adakiet is een type felsisch tot intermediair stollingsgesteente met een samenstelling die kan variëren tussen andesiet en daciet. Het is een vulkanisch of ganggesteente dat voorkomt langs subductiezones. 
Adakiet heeft een relatief hoge verhoudingen lanthaan/ytterbium (zeldzame aarde-fractionatie) en magnesium/ijzer en meestal hoge concentraties nikkel en chroom. Al deze eigenschappen duiden waarschijnlijk op het ontstaan door partieel smelten van mafisch gesteente diep in de mantel, op ten minste 100 km diepte. De samenstelling van adakiet kan ontstaan als MORB, het gesteente waaruit oceanische lithosfeer grotendeels bestaat, op die diepte smelt. De verrijking in magnesium, nikkel en chroom zou ontstaan door interactie met de mantel bij het omhoog komen van het magma.
Bij zeer hoge concentraties magnesium wordt het gesteente magnesiumandesiet genoemd.
Adakiet is genoemd naar Adak Island in de Aleoeten (Alaska).